# Spicomellus
Spicomellus é um gênero de dinossauros ornitísquios do grupo dos Anquilossauros, nativo da Formação El Mers III, no Norte da África. Essa formação data do Jurássico Médio, durante o Batoniano-Caloviano, cerca de 168,3 a 163,5 milhões de anos atrás. Até o momento, somente uma espécie foi nomeada, Spicomellus afer. Esse nome significa colar com espinhos, em alusão ao holótipo: uma costela dorsal com espinhos fusionados.
Spicomellus afer é o primeiro anquilossauro descoberto na África e um dos mais antigos, seguido por Tianchisaurus e Sarcolestes.

## Descoberta e Nomeação
O holótipo e único espécime descrito, NHMUK PV R37412, consiste em uma costela parcial com quatro espinhos co-ossificados. O fóssil foi adquirido pelo Natural History Museum de um vendedor de fósseis de Cambridge, em 2019, e provém da formação El Mers III, do grupo El Mers, que data do Jurássico Médio, especificamente do Batoniano-Calloviano, de 168,3 a 163,5 milhões de anos atrás.
O nome Spicomellus vem das palavras Spicus  ,que significa espinho, e Mellus, que significa colar de espinhos. Esse nome faz alusão a anatomia do holótipo, que lembra um colar de espinhos. Já o epíteto específico S.afer significa africano, criando o colar de espinhos africano.

## Descrição e Paleobiologia
A partir de comparações com outros anquilossauros basais, estima-se que Spicomellus não superasse os 3 metros de comprimento, fazendo dele um anquilossauro de porte pequeno para médio.
A característica mais marcante de Spicomellus é a presença de osteodermas fusionados a costela, e não a pele, como de costume em todos os outros vertebrados. Esse traço faria a movimentação do animal complicada, já que a musculatura seria reduzida e adaptada.

## Ecologia
Originalmente acreditava-se que Spicomellus afer vinha da formação El Mers II, porém após viagens ao campo original, constatou-se que provavelmente era nativo da formação El Mers III, ambas do grupo El Mers. Essa formação também abrigava outros dinossauros, como o estegossauro Adratiklit boulahfa e o saurópode "Cetiosaurus" mogrebiensis, possível sinônimo de Atlasaurus. Fósseis de terópodes também são conhecidos e provavelmente são de natureza Megalossauróidea.
A descoberta de Spicomellus mostra que os estegossauros e anquilossauros conviveram por cerca de 20 milhões de anos até o declínio dos estegossauros, demonstrando que competição não foi a principal causa da extinção desse grupo. Outros anquilossauros conviveram com estegossauros, como Sarcolestes com Loricatosaurus, Gargoyleosaurus e Mymoorapelta com Hesperosaurus, Stegosaurus, e Alcovasaurus e Dracopelta com Stegosaurus e Miragaia.

## Classificação
Por sua natureza fragmentária, foi difícil classificá-lo em um grupo específico, e os autores pensaram em uma diversa gama de grupos, porém após análises histológicas foi concluído que provavelmente pertencia aos anquilosssauros.